# Thysanothecium
Thysanothecium is een geslacht van korstmossen behorend tot de familie Cladoniaceae. De typesoort is Thysanothecium hookeri.

## Soorten
Volgens Index Fungorum bevat het geslacht drie soorten (peildatum december 2022):
| Soortnaam                  | Auteur(s)           | Publicatiejaar |
| -------------------------- | ------------------- | -------------- |
| Thysanothecium hookeri     | Mont. & Berk.       | 1846           |
| Thysanothecium scutellatum | (Fr.) D.J. Galloway | 1983           |
| Thysanothecium sorediatum  | Elix                | 2009           |